# Von guten Mächten treu und still umgeben

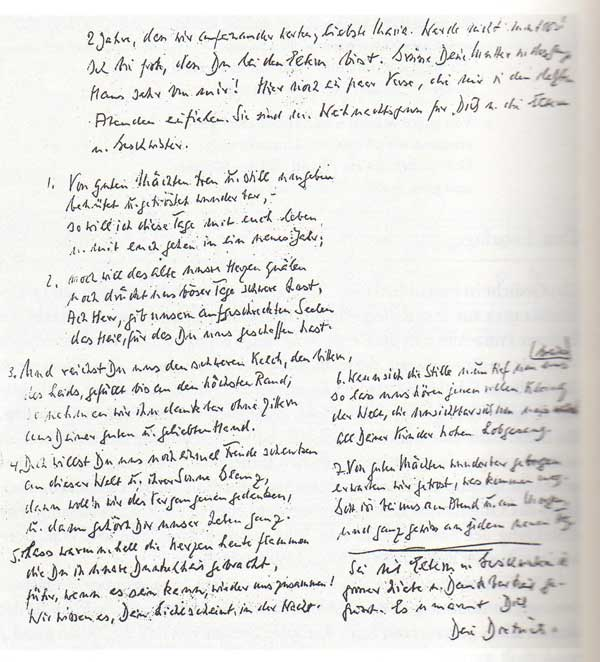
Von guten Mächten, Autograph Dietrich Bonhoeffers

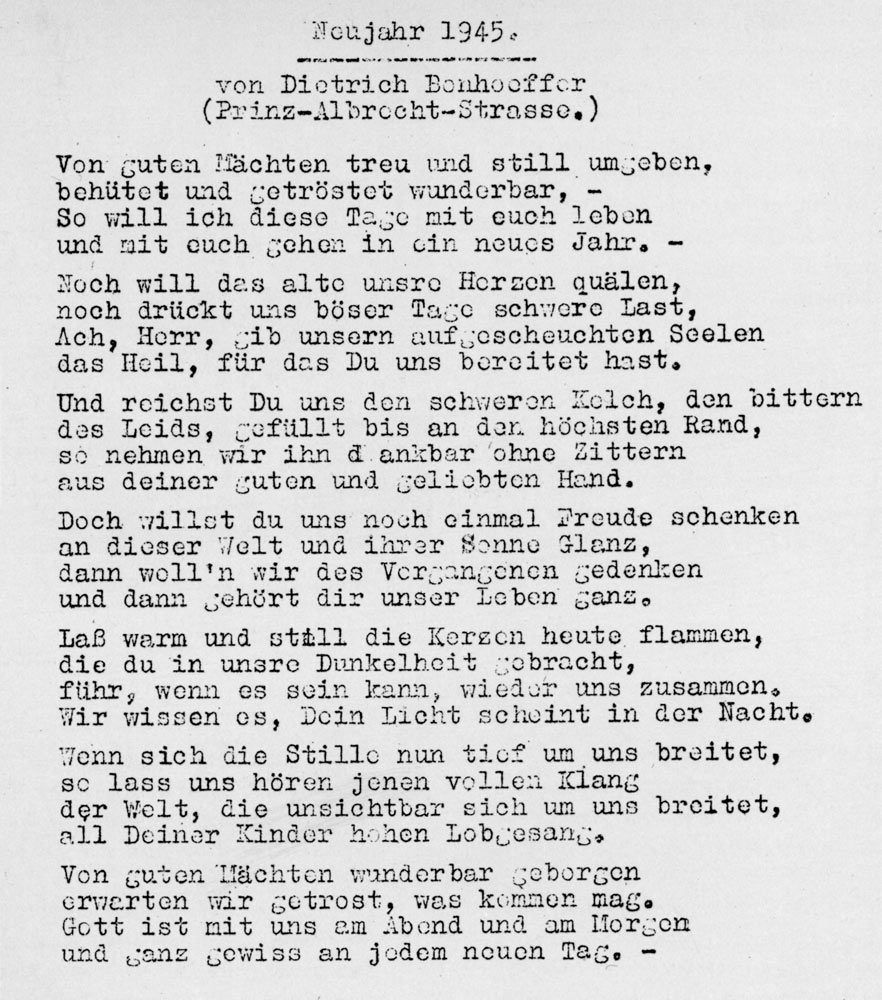
Schreibmaschinenabschrift aus dem Jahr 1945, deren Text bis 1988 als authentisch galt

Von guten Mächten treu und still umgeben ist ein geistliches Gedicht des evangelischen Theologen und NS-Widerstandskämpfers Dietrich Bonhoeffer. Verfasst im Dezember 1944 in der Gestapo-Haft, ist es Bonhoeffers letzter erhaltener theologischer Text vor seiner Hinrichtung am 9. April 1945. Heute ist es ein viel gesungenes geistliches Lied. Die letzte Strophe mit dem Anfangsvers Von guten Mächten wunderbar geborgen ist auch eigenständig auf Grußkarten, Kerzen und anderen Frömmigkeitsgegenständen sowie als Grabspruch verbreitet.

## Entstehung
Bonhoeffer war als prominenter Regimegegner seit dem 5. April 1943 in verschiedenen Gefängnissen inhaftiert. Seine Aufzeichnungen in der Haft zeigen eine neue Dimension seines theologischen Denkens. Im Sommer 1944, um die Zeit des Attentats vom 20. Juli, begann er, auch Gedichte zu schreiben.
Am 8. Oktober 1944 wurde er im Zusammenhang mit dem 20. Juli ins Kellergefängnis des Reichssicherheitshauptamts in Berlin, Prinz-Albrecht-Straße 8, verlegt. Von dort schrieb er am 19. Dezember 1944 an seine junge Verlobte Maria von Wedemeyer und fügte dem Brief „ein paar Verse, die mir in den letzten Abenden einfielen“, als „Weihnachtsgruß für Dich und die Eltern und Geschwister“ an. Dieses Gedicht bezog sich auch auf seine eigene Situation – er musste mit der Hinrichtung rechnen – und die seiner Familie vor dem unausgesprochenen Hintergrund der NS-Herrschaft und des Krieges. Sein Bruder Klaus sowie die Schwäger Hans von Dohnanyi und Rüdiger Schleicher waren inhaftiert, sein Bruder Walter war gefallen, seine Zwillingsschwester Sabine war mit ihrem jüdischen Mann Gerhard Leibholz ins Ausland gegangen. Seine Verlobungsbeziehung bestand praktisch nur im sporadischen und zensierten Briefkontakt. Am Anfang des Briefes schrieb Bonhoeffer:

„Es ist, als ob die Seele in der Einsamkeit Organe ausbildet, die wir im Alltag kaum kennen. So habe ich mich noch keinen Augenblick allein und verlassen gefühlt. Du und die Eltern, Ihr alle, die Freunde und Schüler im Feld, Ihr seid mir immer ganz gegenwärtig. Eure Gebete und guten Gedanken, Bibelworte, längst vergangene Gespräche, Musikstücke, Bücher bekommen Leben und Wirklichkeit wie nie zuvor. Es ist ein großes unsichtbares Reich, in dem man lebt und an dessen Realität man keinen Zweifel hat. Wenn es im alten Kinderlied von den Engeln heißt: ‚zweie, die mich decken, zweie, die mich wecken‘, so ist diese Bewahrung am Abend und am Morgen durch gute unsichtbare Mächte etwas, was wir Erwachsenen heute nicht weniger brauchen als die Kinder.“

Der Briefkontext erklärt, warum das Gedicht in der zwischenmenschlichen Anredeform beginnt („ich ... mit euch“), um erst im Verlauf der zweiten Strophe zum Wir-Gebet zu werden. Obwohl als Weihnachtsgruß bezeichnet, nimmt der Text keinen Bezug auf die Geburt Jesu, sondern blickt auf die Jahreswende und die ungewisse Zukunft voraus, die bei aller realen Gefahr von Gottes Vorsehung und Liebe bestimmt wird. Den Ausgangs- und gesteigerten Zielpunkt bildet das Vertrauensbekenntnis zu den „guten Mächten“, mit denen Gott die Glaubenden bergend umgibt und tröstet.

## Überlieferungsgeschichte
Die Briefe Bonhoeffers an seine Verlobte waren ihrem Wesen nach nicht für die Veröffentlichung bestimmt. Maria von Wedemeyer fertigte aber wohl noch zu Weihnachten 1944 eine Abschrift des Gedichts für Dietrichs Eltern und den weiteren Familienkreis an. Darauf basiert eine hektografierte maschinenschriftliche Abschrift, die erstmals in der 1945 in Genf erschienenen ökumenischen Gedenkschrift Dietrich Bonhoeffer: Das Zeugnis eines Boten veröffentlicht wurde. Einer größeren Öffentlichkeit wurde das Gedicht zugänglich, als Eberhard Bethge es in die später berühmt gewordene Bonhoeffer-Briefsammlung Widerstand und Ergebung (1951) aufnahm; diese Fassung galt bis in die 1980er Jahre als authentisch; sie weicht jedoch an vier Stellen vom Original ab (s. u.).
Erst 1988 wurde Bonhoeffers Originalbrief öffentlich zugänglich; er bildet die Grundlage für die Veröffentlichung des Gedichts in der kritischen Edition Dietrich Bonhoeffer Werke, Band 8 (1998). Angefangen mit dem Evangelischen Gesangbuch von 1993 enthalten seitdem die meisten Liederbücher die Textfassung des Autographs.

## Form
Das Gedicht ist strophisch angelegt, anders als andere poetische Texte Bonhoeffers aus dieser Zeit. Die sieben Strophen sind im Autograph nummeriert wie ein Gesangbuchlied, möglicherweise jedoch nur, um auf dem knapp werdenden Raum des Blattes die Reihenfolge sicherzustellen. Das Versmaß – vier fünfhebige, jambische, abwechselnd weiblich und männlich reimende Zeilen – passt zu keiner damals gebräuchlichen Kirchenliedmelodie. Der persönliche Anfang stört bei einer gemeindlichen Verwendung. Die früheste Vertonung (Otto Abel 1959) bezog sich nur auf die letzte Strophe (ursprünglich mit Wiederholung des zweiten Zeilenpaars). Dennoch bewährt sich beim Gemeinschaftsgesang aller Strophen das Allgemein-Bekenntnishafte, in das Bonhoeffer seine individuelle, unwiederholbare Erfahrung von Qual und Trost münden lässt.

## Text
Die Textfassung des Evangelischen Gesangbuchs ist, mit wenigen Abweichungen in der Interpunktion, die des Bonhoefferschen Autographs:
1. Von guten Mächten treu und still umgeben,

behütet und getröstet wunderbar,

so will ich diese Tage mit euch leben

und mit euch gehen in ein neues Jahr.

2. Noch will das alte unsre Herzen quälen,

noch drückt uns böser Tage schwere Last.

Ach Herr, gib unsern aufgeschreckten Seelen

das Heil, für das du uns geschaffen hast.

3. Und reichst du uns den schweren Kelch, den bittern

des Leids, gefüllt bis an den höchsten Rand,

so nehmen wir ihn dankbar ohne Zittern

aus deiner guten und geliebten Hand.

4. Doch willst du uns noch einmal Freude schenken

an dieser Welt und ihrer Sonne Glanz,

dann wolln wir des Vergangenen gedenken,

und dann gehört dir unser Leben ganz.

5. Laß warm und hell die Kerzen heute flammen,

die du in unsre Dunkelheit gebracht,

führ, wenn es sein kann, wieder uns zusammen.

Wir wissen es, dein Licht scheint in der Nacht.

6. Wenn sich die Stille nun tief um uns breitet,

so laß uns hören jenen vollen Klang

der Welt, die unsichtbar sich um uns weitet,

all deiner Kinder hohen Lobgesang.

7. Von guten Mächten wunderbar geborgen,

erwarten wir getrost, was kommen mag.

Gott ist bei uns am Abend und am Morgen

und ganz gewiß an jedem neuen Tag.

## Übertragungen in andere Sprachen
Das Gedicht wurde bald nach seinem Bekanntwerden in verschiedene Sprachen übertragen, teils sogar mehrfach. Im Folgenden sollen einige Beispiele genannt werden: 
Als 1949 die erste Auflage von Bonhoeffers Buch Nachfolge erschien, schrieb sein Schwager Gerhard Leibholz dazu einen einführenden Nachruf und integrierte darin eine englische Fassung des Gedichtes von Geoffrey Winthrop Young (With every power for good to stay and guide me). Bemerkenswerterweise war diese englische Version bereits 1946 veröffentlicht worden, nur wenig später als das deutsche Original. Eine weitere Übertragung ins Englische (unter Weglassung zweier Strophen) schuf 1974 Fred Pratt Green.
Eine französische Version verfasste Yves Kéler (1939–2018), ein Pfarrer der Protestantischen Kirche Augsburgischen Bekenntnisses von Elsass und Lothringen, im Jahr 1994 (Environné de calme et de puissance); in niederländischer Sprache ist das Werk als Nr. 398 im Liedboek voor de Kerken aufgeführt (Door goede machten trouw en stil omgeven).
Ins Tschechische übertragen wurde das Gedicht von Dagmar Pokorná und Petr Pokorný unter dem Titel O předivné, tiché moci. Auch finnische und schwedische sowie eine Reihe weiterer Übertragungen sind bekannt.

## Melodien
Der Text wurde ausweislich der Werkdatenbank der GEMA von inzwischen mehr als 70 Komponisten vertont (Stand: September 2017), z. B. von Joseph Gelineau 1971 oder Kurt Grahl 1976. Mit der Melodie von Otto Abel von 1959 wurde das Lied in den Stammteil des Evangelischen Gesangbuchs unter der Nummer 65 (Zur Jahreswende), in das Evangelisch-Lutherische Kirchengesangbuch² der SELK unter Nummer 379 und in das Mennonitische Gesangbuch unter der Nummer 272 (Durch das Jahr – Jahreswende und Epiphanias) aufgenommen, in einzelne Regionalausgaben des Ev. Gesangbuches auch mit der Melodie von Siegfried Fietz von 1970, die als die populärste gelten kann. Die Liturgische Konferenz zählt das Lied in der Vertonung von Otto Abel zu den 33 Kernliedern im Evangelischen Gesangbuch, die in allen Bereichen kirchlicher Arbeit zum Einsatz kommen sollen. Auch in das katholische Gesangbuch Gotteslob wurde das Lied mit der Melodie von Kurt Grahl als Nr. 430 aufgenommen, in einige Diözesanteile zusätzlich mit der Fietz-Melodie. Das altkatholische Gesangbuch Eingestimmt von 2003 enthält das Lied mit der Fietz-Melodie und dem „alten“ (Maschinenabschrift-)Text (Nr. 643).
Die Melodie von Siegfried Fietz „findet nicht nur in der jüngeren Generation begeisterte Zustimmung“. Dass sie dennoch in die Stammteile der großen Kirchengesangbücher nicht aufgenommen wurde, sieht Jürgen Henkys weniger darin begründet, dass sie „an der Popularmusik orientiert“ ist, als in der Verwendung der Bonhoefferschen Zielaussage als Kehrvers, die die theologisch-poetische Dynamik störe.
In freikirchlichen Gesangbüchern ist das Lied mit der Melodie von Siegfried Fietz aufgenommen, so im Gesangbuch der Evangelisch-methodistischen Kirche von 2002 unter der Nummer 99.
Arve Brunvolls norwegische (nynorsk) Übertragung von 1978/2002, durchgängig im Plural formuliert, wird in der Norwegischen Kirche auf eine Melodie von C.H.H. Parry von 1904 gesungen (Nummer 837 im Norsk salmebok 2013).

## Aktuelle Rezeption
- Im Zuge der Überarbeitung des Evangelischen Gesangbuches führte die Evangelische Kirche Deutschlands im Jahr 2021 die Umfrage „Schick uns dein Lied“ durch, an der 10.000 Menschen teilnahmen. Das Lied Von guten Mächten wunderbar umgeben wurde vor den Liedern Geh aus, mein Herz, und suche Freud und Großer Gott, wir loben dich zum beliebtesten Kirchenlied gewählt.[30]